# God Seed
God Seed ist eine 2009 gegründete Black-Metal-Band aus Bergen, Norwegen. Gründer sind die ehemaligen Gorgoroth-Musiker Gaahl und King ov Hell, die im Jahr 2007 nach einem Namensrechtsstreit mit der übrigen Band, diese verlassen mussten. Gaahl beendete das Projekt Mitte des Jahres 2009 nach einzelnen Konzerten, belebte es aber im Jahr 2012 wieder. Die Gruppe brachte ihr Debütalbum im Oktober 2012 heraus.

## Geschichte

### 2007–2009: Gründung und vorzeitiges Ende

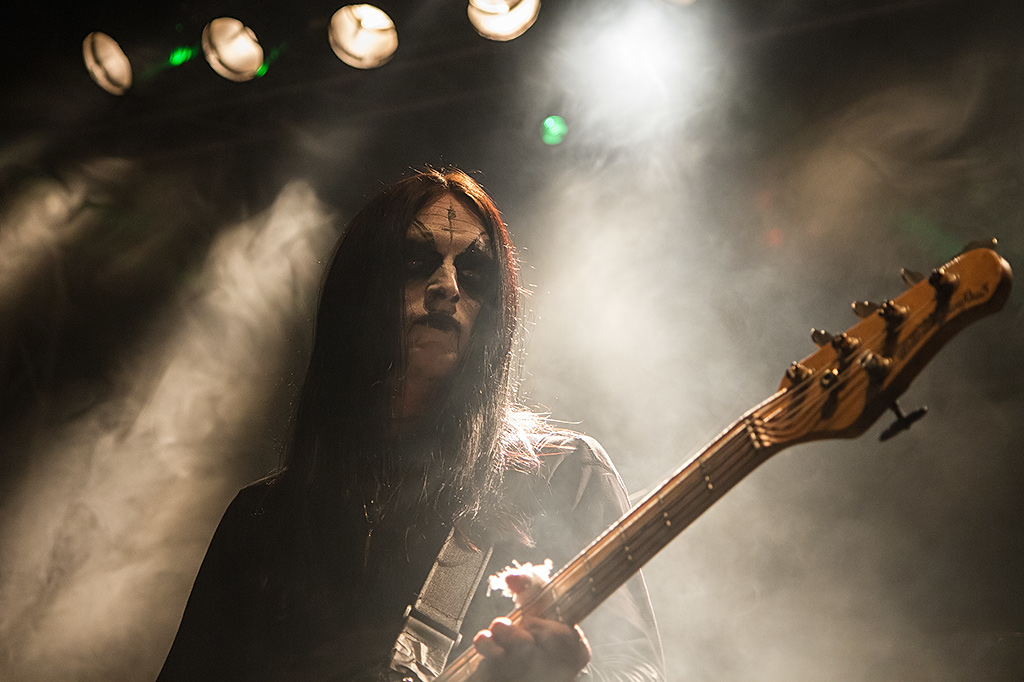
King ov Hell

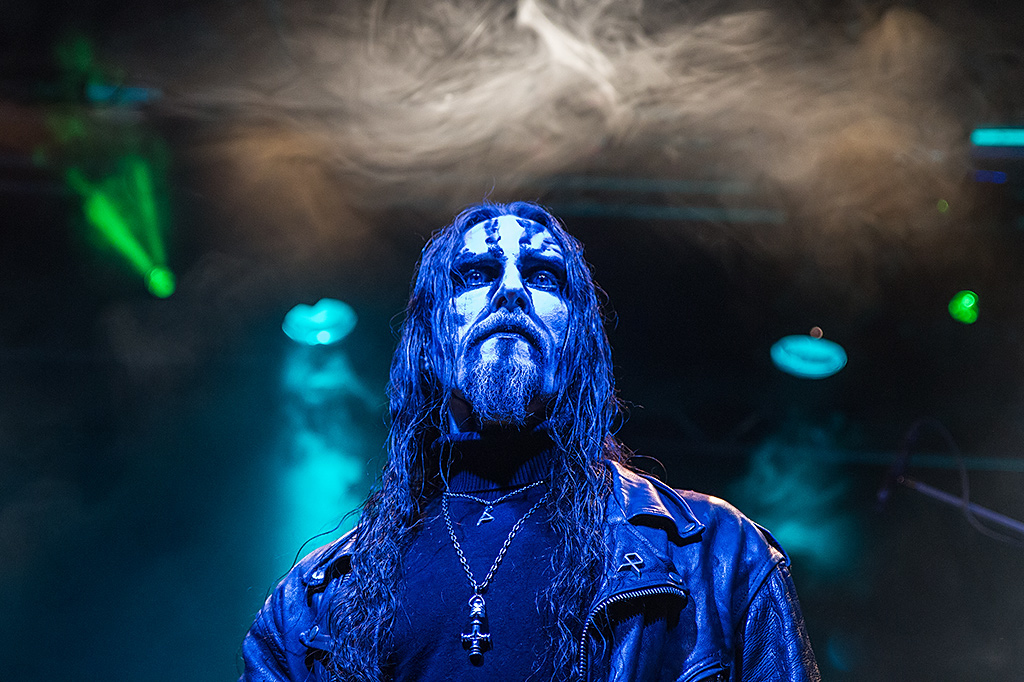
Gaahl

God Seed hat seine Wurzeln bei der norwegischen Black-Metal-Band Gorgoroth und dessen Namensrechtsstreits, in welchem die Musiker King ov Hell, Gaahl und Infernus involviert waren.
Nachdem Gaahl und King ov Hell infolge des Streits aus der Band geworfen wurden, gründeten sie Anfang 2009 die Gruppe God Seed in Bergen, Norwegen. Bis zum Ende des Namensstreites im März 2009 verwendeten Gaahl und King ov Hell den Namen Gorgoroth. Das Gericht gab jedoch Infernus Recht, sodass die beiden den Namen ändern mussten. So entschieden sie sich, das neue Projekt in God Seed umzubenennen. Erstes Liedmaterial schrieben die Musiker noch während des laufenden Konfliktes mit Infernus. God Seed unterschrieb bei Indie Recordings und das Debütalbum wurde zunächst auf Ende 2009 angesetzt, jedoch wurde das Veröffentlichungsdatum auf Anfang 2010 verschoben. Um im Studio an dem Album arbeiten zu können sagten die Musiker sämtliche Tourneen ab. Die Arbeiten an dem Album waren so gut wie abgeschlossen, lediglich der Gesang musste noch aufgenommen werden. Allerdings kam es nie zu den Gesangsaufnahmen.

„We have recorded everything in the studio and are just waiting for Gaahl to put on vocals on it. So we have only vocals and the final mix to go before it`s all done. It's sometimes a nightmare to work with him in the studio because of the pride he puts into the smallest details. If he is not in the right mood or doesn't find the correct words we get nothing done. At times I've spent days in the studio counting seconds with nothing happening. It's the same way now, but I know in the end the result will be unique and powerful. We have to wait till Gaahl is done writing his lyrics to chose the title for the album. When the whole concept of this album is done lyrically we’ll decide which title to use.“

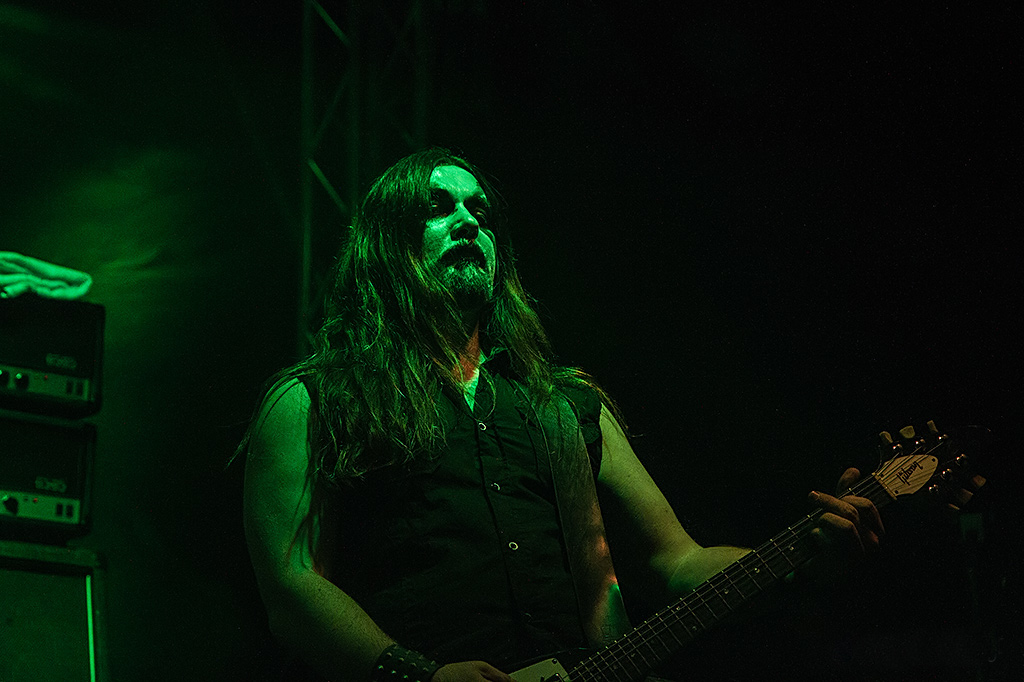
Lust Kilman

Das Album wurde allerdings nicht veröffentlicht, da die beiden Musiker das Projekt wieder fallen ließen. Als Grund nannten sie mangelndes Interesse an der Musik allgemein und fehlendem Enthusiasmus. Das gab Gaahl in einem Interview, das er während des With Full Force gab, bekannt. King ov Hell sagte, dass sich Gaahl entschlossen habe, sich komplett als Musiker zurückzuziehen. God Seed spielten 2009 auf dem With Full Force und dem Hellfest.
King ov Hell kündigte an, mit Shagrath von Dimmu Borgir das Projekt Ov Hell gründen zu wollen, um das geschriebene Material über dieses Projekt zu veröffentlichen. Deren Debütalbum The Underworld Regime erschien am 8. Februar 2010 über Indie Recordings und Prosthetic Records.
Gaahl startete eine Karriere als Schauspieler. Zunächst im norwegischen Staatstheater, später als Filmschauspieler im norwegischen Mittelalter-Actionfilm Escape – Vermächtnis der Wikinger von Roar Uthaug, welcher im September 2012 in die Kinos kam.

### Seit 2012: Wiedergewonnene Schaffenskraft und Debütalbum:I Begin

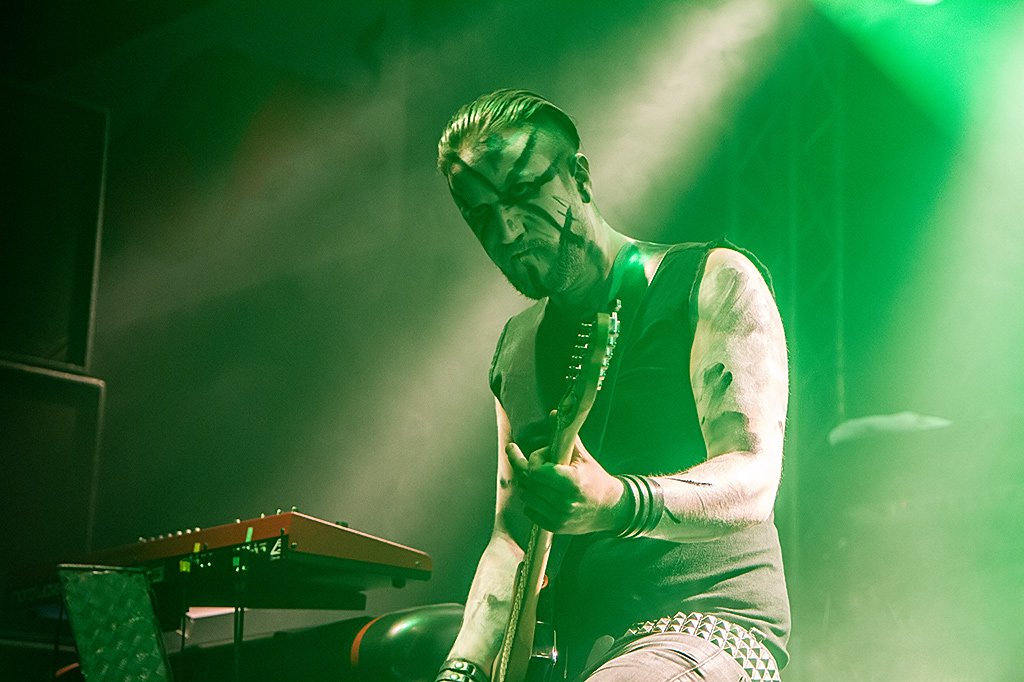
Stian „Sir“ Kårstad

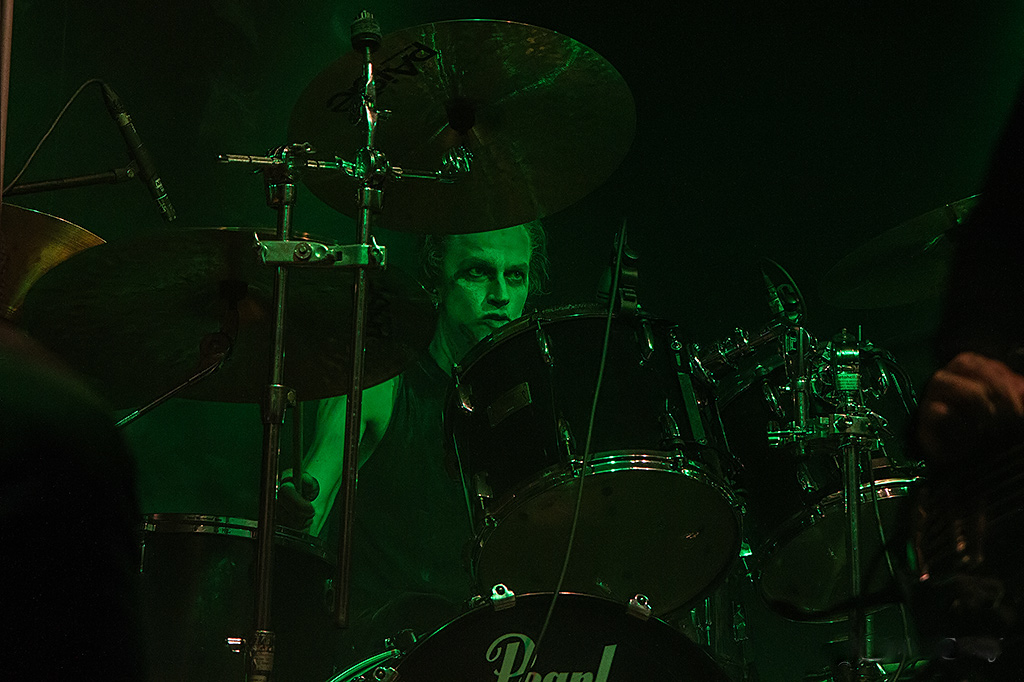
Kenneth Kapstad

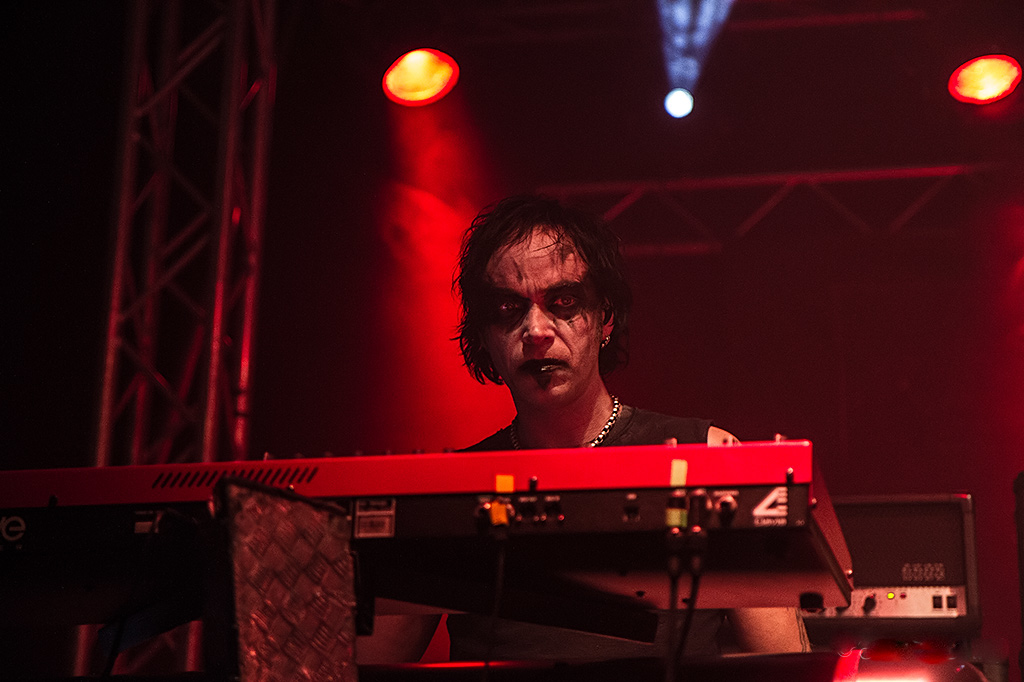
Geir Bratland

Anfang 2012 entschloss sich Gaahl, wieder Musik machen zu wollen, und belebte die Gruppe mit King ov Hell wieder. Im Januar 2012 erschien das erste Live-Album Live at Wacken, das einen Mitschnitt vom Wacken Open Air 2008 – unter dem Namen Gorgoroth während des laufenden Namensrechtsstreits – enthält.
Während King ov Hell und Gaahl zu Beginn der Band mit Session-Musikern arbeiteten, schlossen sich bei der Neugründung die beiden Gitarristen Stian „Sir“ Kårstad und Lust Kilman, sowie Schlagzeuger Kenneth Kapstad und Keyboarder Geir Bratland dem Projekt an. Gaahl fungiert als Sänger während King ov Hell als Bassist bei God Seed aktiv ist.
Am 23. Oktober 2012 veröffentlichte die Gruppe ihr Debütalbum I Begin über Indie Recordings. Das Album wurde im August 2011 in mehreren Aufnahmestudios in Bergen aufgenommen.
Am 30. Juni 2013 spielte die Gruppe auf der Marquee I-Bühne auf dem Graspop Metal Meeting in Belgien gemeinsam mit Winterfylleth, Moonspell, Ghost, Epica und King Diamond.
Im April und Mai 2014 tourte die Gruppe zusammen mit Cult of Luna durch Deutschland, Polen, Tschechien, Luxemburg, Österreich, Frankreich, im Vereinigten Königreich, der Niederlande und durch die Schweiz. Bereits im November und Dezember des Vorjahres war God Seed mit Rotting Christ im Vorprogramm von Cradle of Filth in Europa zu sehen.

## Stil
Vielfach wurde in den Online-Medien kritisiert, dass es sich bei I Begin um eine musikalische Kopie des 2006 erschienenen Gorgoroth-Albums Ad Majorem Sathanas Gloriam handelte. Begründet wurde dieses Gerücht damit, dass dieses Album hauptsächlich von King ov Hell geschrieben wurde. FO, Kritiker von Stormbringer.at, schreibt in seiner Rezension, dass die Musik von God Seed vom norwegischen Black Metal auch gelegentlich ins progressiv-psychedelische der 1970er Jahre gehe. Auch leichte Einflüsse aus dem Stoner- bzw. Doom Rock werden beschrieben.
Florian Dammasch schreibt, dass God Seed beinahe monoton-industriellen Black Metal abliefere und teilweise auch auf einer elektronisch-ambienten Ebene bewege. Björn Springorum beschreibt die Musik der Gruppe als eine Mischung aus Gorgoroths Destroyer und den frühen The Kovenant. Durch die Produktion und den Einsatz von Keyboards durch Geir Bratland bekomme der Sound einen industriellen Touch. Die Stücke sind zumeist im Midtempo gehalten und durch den zusätzlichen Einsatz von Klargesangspassagen verleihe Gaahl God Seed eine schamanische Aura. Die Texte sind teilweise auf Norwegisch verfasst. Götz Kühnemund schreibt der Musik von God Seed zwar Parallelen mit Gorgoroth zu, ohne aber dabei als Abklatsch dieser Band herüberzukommen. Der Klang wird als atmosphärisch, melodisch und kraftvoll umschrieben.

## Diskografie

### Alben
- 2012: Live at Wacken (Indie Recordings)
- 2012: I Begin (Indie Recordings)

### DVDs
- 2012: Live at Wacken 2008 (Indie Recordings)